# Зоряний провулок (Київ)
Зо́ряний прову́лок — провулок у Подільському районі міста Києва, місцевість Біличе поле. Пролягає від Гомельської вулиці до тупика. 
Прилучається Таврійська вулиця.      

## Історія
Провулок виник в першій половині XX століття під назвою 109-та Нова вулиця. Сучасна назва — з 1944 року.
Назву Зоряний деякий час мав Могилів-Подільський провулок.

## Установи та заклади
- Храм Товариства свідомости Крішни (№ 16)